# خرشنة مخططة
خرشنة مخططة (الاسم العلمي: Sterna striata) (بالإنجليزية: White-fronted Tern)‏ هو نوع من الطيور يتبع جنس الخرشنة من الفصيلة النورسية.